# 大埔舊墟公立學校 (寶湖道)
大埔舊墟公立學校 (寶湖道)（英語：Tai Po Old Market Public School (Plover Cove)），為香港大埔區一所津貼小學，其前身為1964年創立之大埔舊墟公立學校下午校，2002年遷入現址並改為全日制。

## 歷史
此校本身為大埔舊墟公立學校的下午校，於1964年由大埔舊墟、南坑及新圍仔三條鄉村的原居民籌建，初時為一所鄉村學校。
直至1984年，由於原校一帶村落需要清拆，因而申請同區的新建校舍，以轉營為一般半日制小學，並獲批准；與此同時，校董會亦向政府註冊為擔保有限公司，以滿足校舍分配的要求。兩年後，原校遷入同區安祥路的校舍。
因應政府推行小學全日制政策，但安祥路校舍空間在擴建後仍然不足，原校遂於2001年入紙競投現址的校舍，並獲批准，原擬命名為「大埔舊墟公立李炳貴學校」。隨著現址校舍於翌年竣工，原校正式遷入現址，並分拆為一所獨立的全日制小學，但原訂的新校名沒有採用。
2004年2月18日，此校舉行開幕典禮，由時任教統局常任秘書長羅范椒芬主禮。

## 歷任行政人員

### 校監
- 李炳貴先生，MH
- 張國棟先生（現任校監）

### 校長

#### 村校時期
- 廖維康先生（1964年-1976年，創校校長）
- 柳志強先生（1976年-1986年，後出任上午校校長）

#### 半日制（下午校）時期
- 林惠玲女士，JP[7]（1986年-2002年，全日制後繼續出任校長）

#### 全日時期
- 林惠玲女士，JP（2002年-2008年，全日制首任校長）
- 徐俊祥博士（2008年-2020年，全日制第二任校長）
- 葉億兆先生（2020年起[8]，現任校長）

## 校舍

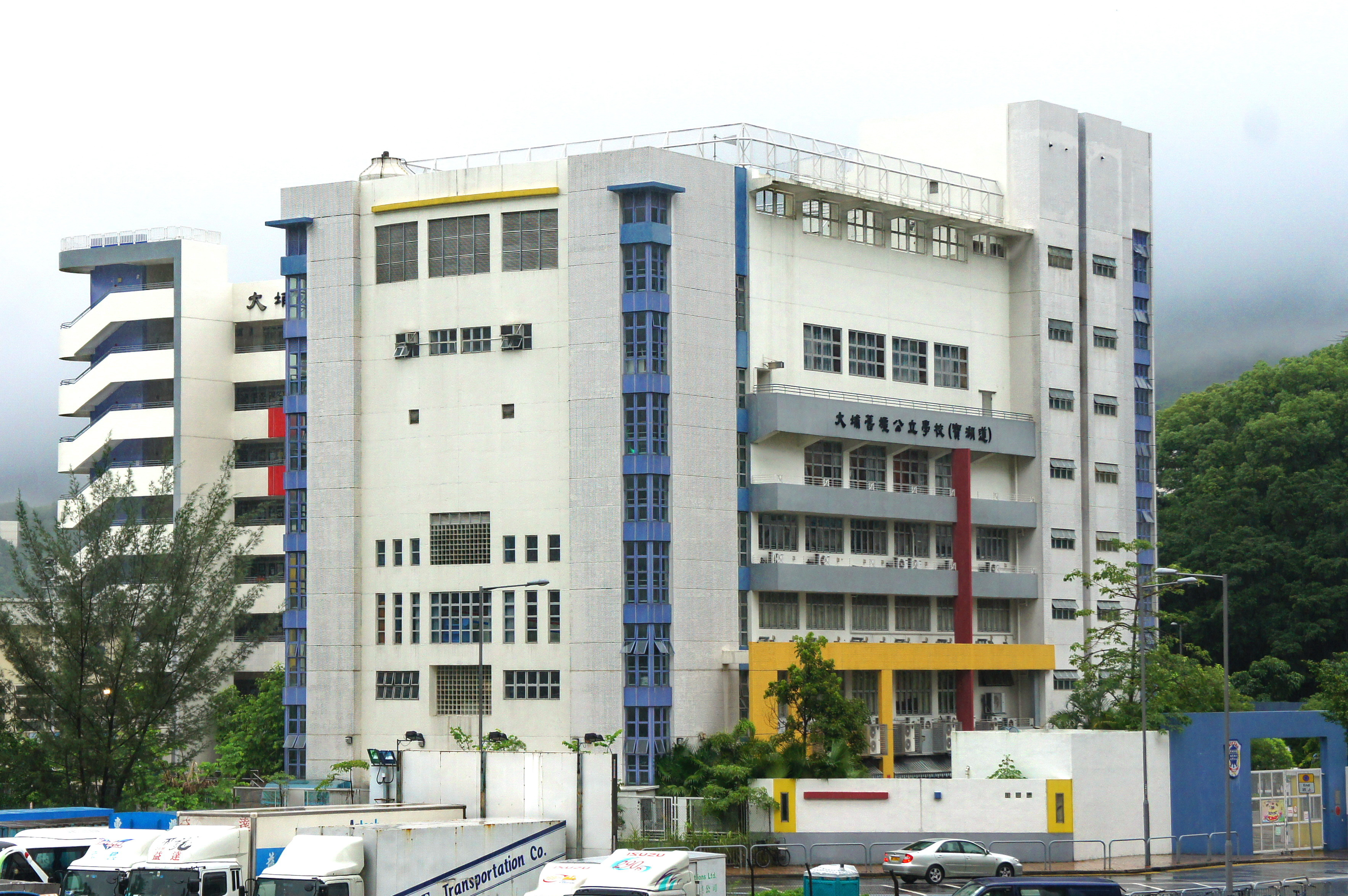
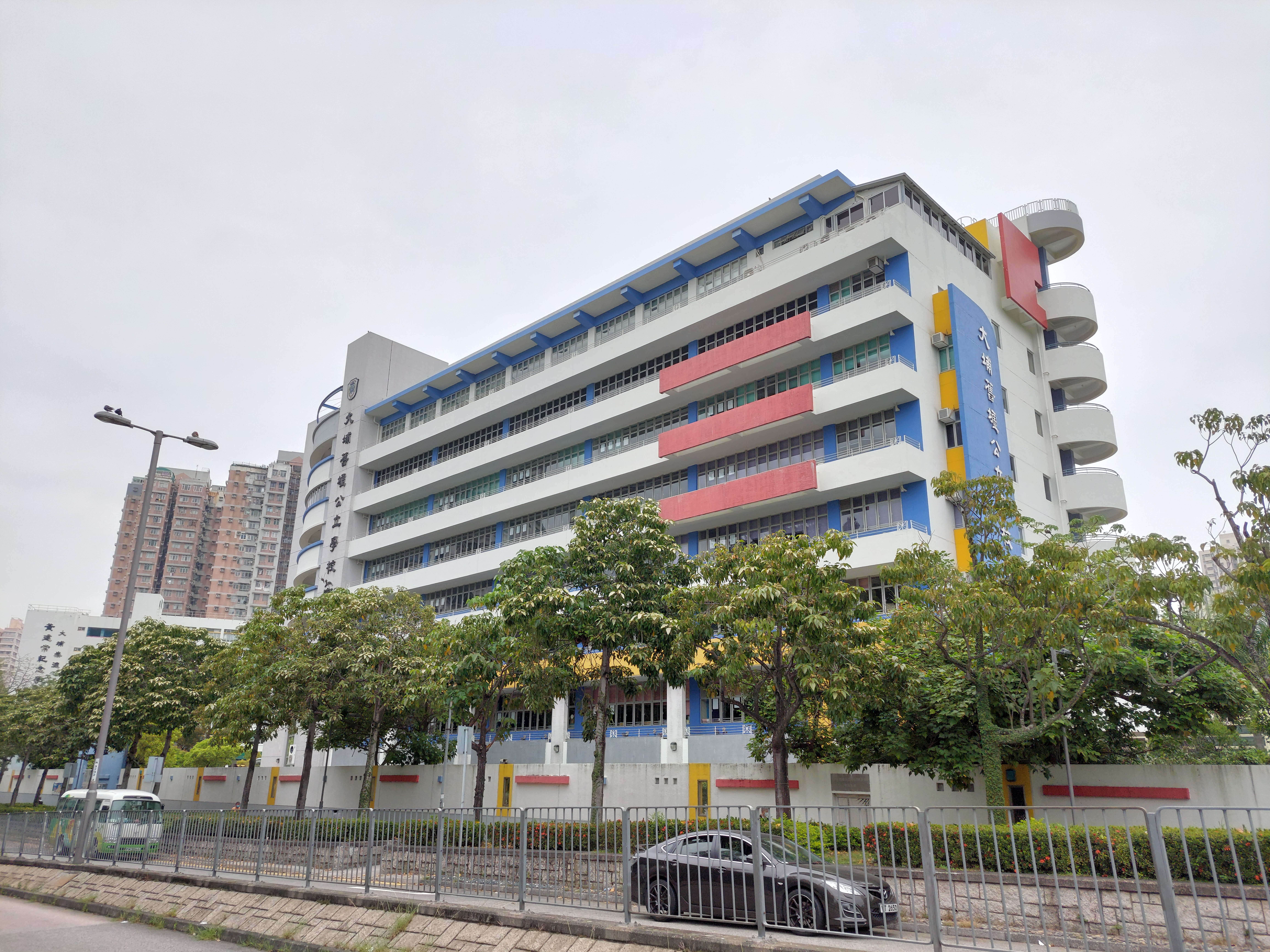

現時校舍為一座採用後期設計的小學千禧校舍，佔地6,400平方米，設有30間課室及各種特別室，後期再加建一座室內游泳池。校舍由合和建築承建，於2002年8月30日交付啟用。

## 知名/傑出校友

### 全日時期
- 蘇可欣：無綫電視藝人[11]（2005年畢業）
- 丁可欣：藝人、歌手及網絡紅人（2006年畢業）
- 趙小婷：香港女歌手、《聲夢傳奇2》第五名（2013年畢業）
- 蔡愷穎：《聲夢傳奇》參賽者（2014年畢業）

## 註解
1. ↑  2021/22年度[1]
2. ↑  2020/21年度[2]

## 外部連結
- 大埔舊墟公立學校（寶湖道）官方網頁 （页面存档备份，存于）
- 大埔舊墟公立學校（寶湖道）- 寶湖氣象站 （页面存档备份，存于）